# Chamleh (ort i Khorasan)
Chamleh (persiska: چمله) är en ort i Iran.   Den ligger i provinsen Khorasan, i den nordöstra delen av landet, 700 km öster om huvudstaden Teheran. Chamleh ligger 1 078 meter över havet och antalet invånare är 135.
Terrängen runt Chamleh är huvudsakligen platt. Chamleh ligger nere i en dal. Runt Chamleh är det ganska tätbefolkat, med 185 invånare per kvadratkilometer. Närmaste större samhälle är Chenārān, 16,0 km väster om Chamleh. Trakten runt Chamleh består till största delen av jordbruksmark.